# Lotus (Christina Aguilera)
Spread my wings, and fly

I leave the past behind

And say goodbye to the scared child inside

I sing for freedom, and for love

I look at my reflection

Embrace the woman I’ve become

The unbreakable lotus in me

I now set free»
Stendo le ali, e volo

Lascio il passato alle spalle

E dico addio alla bambina interiore spaventata

Canto per la libertà, e per amore

Guardo il mio riflesso

Abbraccio la donna che sono diventata

L'indistruttibile loto in me

Ora ho liberato»
(Passaggio tratto dall'intro di Lotus che spiega come l'album sia una rinascita per l'artista)
Lotus è il settimo album in studio, quinto di inediti, della cantautrice statunitense Christina Aguilera pubblicato il 13 novembre del 2012 per l'etichetta discografica RCA Records. L'album è stato progettato e composto durante il periodo televisivo della cantante che si è prestata come giudice nel talent show The Voice. Aguilera, durante un'intervista ha dichiarato che oltre a voler che Lotus sia una fonte di ispirazione per le successive generazioni di cantanti, che l'album è stato composto con "sangue, sudore, lacrime e cose che provengono dal cuore", cercando di rendere Lotus molto personale e vero. È inoltre un simbolo di rinascita, non solo artistica, ma anche personale, ha infatti rivelato ad MTV che ha imparato ad amare completamente sé stessa, e Lotus rappresenta anche questo.

## Descrizione
Per Aguilera, Lotus è una rinascita artistica e personale, un album influenzato da un periodo negativo della vita personale della cantante (il divorzio e il flop discografico di Bionic). Composto durante la sua permanenza nel talent The Voice, è stato ispirato anche da cantanti emergenti che Aguilera ha incontrato nel programma. Ha rivelato in un'intervista che si sente personalmente responsabile nel tenere vivo lo spirito di artiste come Whitney Houston ed Etta James (scomparse rispettivamente a febbraio e a gennaio del 2012) e di voler influenzare con Lotus le nuove generazioni di cantanti. Lo ha definito un disco «non di sole canzoni, ma di sangue, sudore, lacrime e cose provenienti dal cuore».

### Composizione e produzione
Nel maggio 2011, durante un'intervista al The Jimmy Kimmel Show, Aguilera annunciò l'inizio della lavorazione del nuovo album commentando: «Sarà un album molto profondo, intenso e introspettivo.»
Il cantautore Talay Riley, che lavorò alla realizzazione dell'album, commentò lo stile del nuovo progetto: «Fondamentalmente vuole canzoni grandi come Beautiful. Vuole fare un altro Stripped e vede in Adele la sua ispirazione. Ho scritto una canzone per lei. È come una versione migliore di Collide di Leona Lewis.»
Nel mese successivo venne confermata la collaborazione con Cee Lo Green in uno dei brani dell'album, Make the World Move.
Quest'album vede la collaborazione di compositori che non hanno mai lavorato con Aguilera prima, come: Alex Da Kid, Candice Pillay e Max Martin.

### Titolo e copertina
In un'intervista concessa a Billboard Magazine Aguilera spiegò la scelta del titolo Lotus: «Questo album rappresenta una celebrazione della nuova me, e per me il loto ha sempre rappresentato questo fiore indistruttibile che resiste ad ogni condizione atmosferica ci sia nei suoi dintorni, resiste al tempo e rimane bellissimo e forte nel corso degli anni.»
Il 5 ottobre 2012, l'artista pubblicò la copertina dell'album via Twitter. La cover mostra Aguilera completamente nuda emergere da un fiore di loto, immagine che simboleggia, come già spiegato dall'artista, una rinascita.

### Stile musicale e temi
Durante l'intervista radiofonica con Ryan Seacrest, Aguilera spiegò che il concept dell'album avrebbe riguardato la libertà personale e la libertà in generale e aggiunse: «Ci sono molte cose che ho personalmente attraversato negli ultimi due anni, e questo disco rappresenta una rinascita per me. Il disco parla di libertà e riporta indietro a ciò che sono e a ciò che mi piace fare.» Le canzoni esprimono una vasta gamma di emozioni, dal dolore al rimpianto, al senso di perdita, fino ad arrivare a brani che parlano di rinascita spirituale e celebrazione della vita.
La traccia Army of Me, definita da Aguilera una Fighter 2.0, è un brano pop, che si avvale di chitarre rock e produzione dance pop, il cui tema principale è l'empowerment e comunica all'ascoltatore di dover sempre affrontare ostacoli e difficoltà, senza mai arrendersi. Mentre Your Body, primo singolo estratto, è un brano dance pop. Let There Be Love è un altro brano prodotto da Max Martin (l'altro è Your Body) definito dalla cantante un brano «libero» e il più «ballabile» dell'album. Anche in quest'album di Aguilera sono presenti delle ballad: Blank Page, composta in collaborazione con Sia, e Sing for Me. Nella piano ballad Blank Page Aguilera esprime il suo dolore e il suo rimpianto per scelte sbagliate fatte in passato. La cantante ha paragonato la canzone alla sua ballad del 2002 Beautiful e Army of Me a Fighter, confermando ancora come Lotus sia un nuovo Stripped.
Shut Up, inclusa nella sola versione deluxe dell'album, è rivolta ai suoi detrattori e allo stesso tempo ai suoi fan e ai loro momenti difficili. Nel brano Aguilera ripete molte volte la farse "If you don't like it you can suck my dick." Passaggio che ha spinto Andy Greene di Rolling Stone a definire questa traccia «il momento più scioccante dell'album.»
Dopo aver collaborato con Adam Levine in Moves like Jagger nel 2011, Aguilera aveva espresso il desiderio di collaborare anche con gli altri giudici del talent The Voice. Le collaborazioni sono avvenute e le tracce inserite in Lotus: nella traccia funk Make the World Move è presente la collaborazione con Cee Lo Green che canta nel coro, Aguilera ha infatti rivelato che voleva una potente voce maschile nel coro di questa traccia e ha pensato subito alla voce del rapper; nelle power ballad Just a Fool è invece presente il cantante country Blake Shelton che canta in una strofa della canzone, nel ritornello e nel finale con Aguilera.

## Accoglienza
| Recensione           | Giudizio |
| -------------------- | -------- |
| AllMusic             |          |
| Billboard            | positiva |
| Boston Globe         | mista    |
| Digital Spy          | positiva |
| Entertainment Weekly | C-       |
| Examiner             |          |
| Huffington Post      | mista    |
| Idolator             |          |
| Knoxville            |          |
| Metro                |          |
| Popcrush             |          |
| Rolling Stone        |          |
| Slant Magazine       |          |
| Tampa Bay Times      | C        |
| The Guardian         |          |
| Toronto Sun          |          |
| Washington Post      | positiva |

Lotus ha ricevuto critiche miste, considerato il "ritorno" della cantante, dopo l'ultimo flop discografico di Bionic, per alcuni critici non è stato all'altezza delle aspettative; altri hanno elogiato i testi e le sonorità, così come le collaborazioni. Metacritic ha dato un punteggio di 58 su 100, calcolo basato su undici recensioni professionali.
Nonostante Sal Cinquemani di Slant Magazine abbia dato un voto generale all'album di 3 stelle su 5, ha recensito positivamente solo alcune canzoni: Best of Me, Just a Fool, Red Hot Kinda Love e Cease Fire. Quest'ultima definita la più grande sorpresa dell'album e che ha indotto il critico a scrivere che più canzoni come Cease Fire avrebbero reso veramente grande Lotus. Una critica opposta proviene invece dal critico di Billboard Andrew Hampp, che ha definito il disco «un album pop vivace, brillante e fragoroso», ha inoltre aggiunto che «Aguilera non risuonava così divertente ed energica da anni». Nella sua recensione ha analizzato brano per brano tutta la tracklist dell'edizione standard dell'album, non recensendo negativamente nessuna canzone, esclusa Let There Be Love «che lascia poco spazio alla personalità, per questo [Aguilera] passa l'ultimo minuto a gemere». Anche Robert Copsey di Digital Spy ha recensito in modo positivo l'album e ha scritto che «come ogni album di Christina, è molto diverso dagli altri. [...] Si può trovare una manciata di grandi brani, ma questo disco è molto più di un album pop, la maggior parte delle canzoni sembrano create con l'idea di poter diventare un potenziale singolo. E vista la precaria posizione in cui lei è in questo momento, questo è probabilmente il giusto tipo di album che dovrebbe pubblicare al momento». Un'altra recensione positiva proviene da Lucas Villa di Examiner che ha dato all'album un punteggio di 3 stelle su 5, e ha indicato come miglior brano Cease Fire, seguito subito per qualità da Best of Me. Ha promosso anche il brano in duetto con Blake Shelton Just a Fool, dove Aguielra «scava in profondità nelle note basse per poi raggiungere meravigliosamente quelle più alte, facendo cantare il suo cuore per un amore perduto». La recensione è molto simile a quella di Sal Cinquemani che ha elogiato gli stessi brani, brani che hanno ricevuto critiche positive dalla maggior parte dei critici, risultando i veri "pezzi forti" dell'album. Ma, Villa, a differenza di Cinquemani, ha anche ben accolto il singolo Your Body e il brano elettropop Let There Be Love dove «la sua voce raggiunge i gradi più alti di estasi». Non completamente soddisfatto da Lotus si è detto Mesfin Fekadu di Huffington Post secondo il quale «Aguilera non ha preso il miglior materiale dai compositori e produttori di Lotus [...] . La sua voce sopraffina merita canzoni eccellenti». Ha indicato come canzoni dove Aguilera perde colpi quelle che dovrebbero essere le più divertenti come Red Hot Kinda Love, Around the World e Make the World Move in duetto con Cee Lo Green; tra le migliori ha indicato Blank Page e Sing for Me che «è grande e suona come un inno personale per Aguilera» perché «quando è emotiva, suona meglio». Darryl Sterdan del Toronto Sun ha invece mal accolto Lotus, il quale, secondo il critico, non ha contribuito a far "rinascere" Aguilera, e che per i numerosi generi musicali presenti «alla fine Lotus non sboccia in un'unica, coerente entità».

## Tracce
Edizione standard
1. Lotus Intro – 3:17 (Christina Aguilera, Alexander Grant, Candice Pillay, Dwayne Abernathy)
2. Army of Me – 3:26 (Christina Aguilera, Jamie Hartman, David Glass, Phil Bentley)
3. Red Hot Kinda Love – 3:06 (Christina Aguilera, Lucas Secon, Olivia Waithe)
4. Make the World Move (feat. Cee Lo Green) – 2:59 (Alexander Grant, Mike Del Rio, Jayson Dezuzio, Armando Trovajoli, Dwayne Abernathy, Candice Pillay)
5. Your Body – 3:59 (Shellback, Max Martin, Savan Kotecha, Tiffany Amber)
6. Let There Be Love – 3:21 (Max Martin, Shellback, Savan Kotecha, Tiffany Amber, Bonnie McKee, Oliver Goldstein, Oscar Holter, Jakke Erixson)
7. Sing for Me – 4:00 (Christina Aguilera, Aeon Manahan, Virginia Blackmore)
8. Blank Page – 4:04 (Christina Aguilera, Chris Braide, Sia Furler)
9. Cease Fire – 4:07 (Christina Aguilera, Alexander Grant, Candice Pillay)
10. Around the World – 3:24 (Christina Aguilera, Dwayne Chin-Quee, Jason Gilbert, Ali Tamposi)
11. Circles – 3:25 (Christina Aguilera, Alexander Grant, Candice Pillay, Dwayne Abernathy)
12. Best of Me – 4:08 (Christina Aguilera, Alexander Grant, Candice Pillay, Jayson Dezuzio)
13. Just a Fool (feat. Blake Shelton) – 4:13 (Steve Robson, Claude Kelly, Wayne Hector)

Durata totale: 47:29
Edizione deluxe
1. Light Up The Sky – 3:30 (Christina Aguilera, Alexander Grant, Candice Pillay)
2. Empty Words – 3:47 (Christina Aguilera, Busbee, Nikki Flores, Ali Tamposi)
3. Shut Up – 2:52 (Christina Aguilera, Alexander Grant, Candice Pillay, Dwayne Abernathy, Mike Del Rio, Nate Campany)
4. Your Body (Martin Garrix Remix) – 5:12 (Max Martin, Shellback, Savan Kotecha, Tiffany Amber)

## Classifiche
| Classifica (2012) | Posizione massima |
| ----------------- | ----------------- |
| Australia         | 19                |
| Austria           | 13                |
| Belgio (Fiandre)  | 26                |
| Belgio (Vallonia) | 42                |
| Canada            | 7                 |
| Corea del Sud     | 20                |
| Danimarca         | 23                |
| Francia           | 50                |
| Germania          | 13                |
| Giappone          | 29                |
| Grecia            | 14                |
| Irlanda           | 29                |
| Italia            | 12                |
| Messico           | 19                |
| Norvegia          | 25                |
| Nuova Zelanda     | 29                |
| Paesi Bassi       | 12                |
| Portogallo        | 23                |
| Regno Unito       | 28                |
| Repubblica Ceca   | 16                |
| Russia            | 6                 |
| Spagna            | 13                |
| Stati Uniti       | 7                 |
| Svezia            | 39                |
| Svizzera          | 10                |
| Ungheria          | 17                |
| Taiwan            | 1                 |
| Argentina         | 4                 |

| Classifica di fine anno (2012) | Posizione |
| ------------------------------ | --------- |
| Russia                         | 41        |
| Classifica di fine anno (2013) | Posizione |
| Stati Uniti                    | 117       |